# O Lamm Gottes, unschuldig

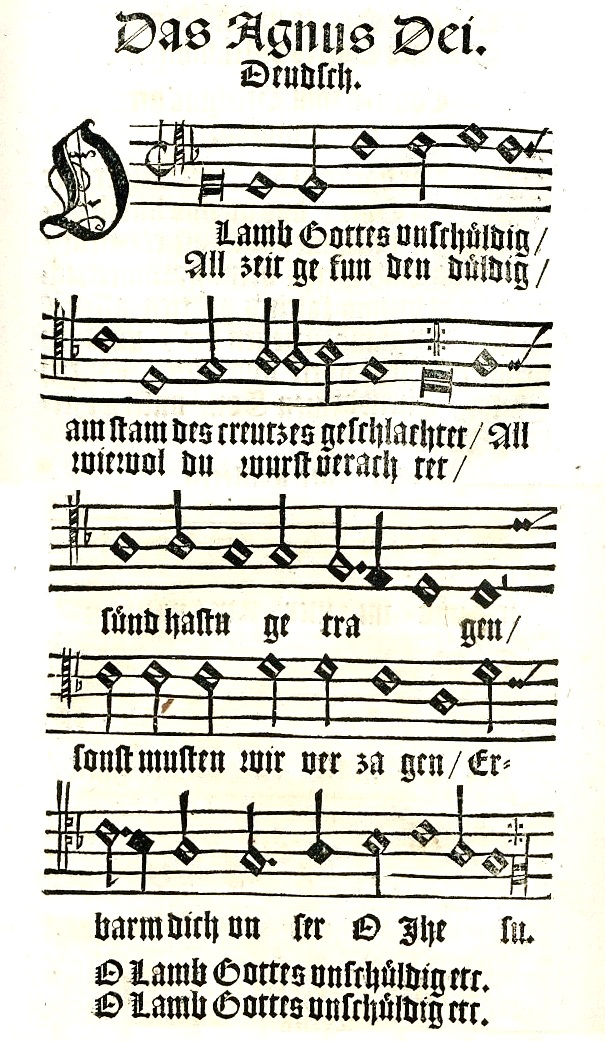
El himno en Kirchengesenge Deudtsch, de Johann Spangenberg, publicado en Magdeburgo en 1545.

«O Lamm Gottes, unschuldig» (Oh, inocente cordero de Dios) es un himno luterano temprano cuyo texto y melodía se atribuyen a Nikolaus Decius. Fue concebido originalmente como un sustituto alemán a la oración Agnus Dei, en latín, pero acabó usándose como un himno de Pasión. En ambos sentidos ha sido musicalizado en ocasiones, la principal de todas como cantus firmus en el número inicial —Kommt, ihr Töchter, helft mir klagen— de la Pasión según San Mateo de Johann Sebastian Bach.

## Historia
Se considera que «O Lamm Gottes, unschuldig» fue compuesto entre finales de verano de 1522 e inicios de 1523 junto con «Allein Gott in der Höh sei Ehr», una paráfrasis del Gloria in excelsis Deo latino. La única prueba que existe para atribuirle la autoría a Decius aparece en Braunschweigische Kirchen-Historie, obra del historiador del siglo xviii Philipp Julius Rehtmeyer, que menciona como fuente un informe en latín de 1600. Por otra parte, el himnario Kirchenlied de 1938 solo dice que es conocido desde el siglo xvi. La melodía, al menos en su primera línea, es similar al canto gregoriano del Agnus Dei (Liber usualis, misa IX) según Peter Williams; aunque, de acuerdo con Anne Leahy procede del salmo 45 (Eructavit cor meum) del responsorio Commune Sanctorum del siglo xiii, que después se asoció al Sanctus in dominicis adventus et quadragesimae, del cual la melodía del Agnus Dei es una variante. Decius escribió el himno en bajo alemán y así aparece en el himnario de Rostock de 1531 y el de Magdeburgo de 1534, mientras que en el himnario de Leipzig de Valentin Schumann de 1539 hay otra versión en alto alemán.

## Adaptaciones musicales

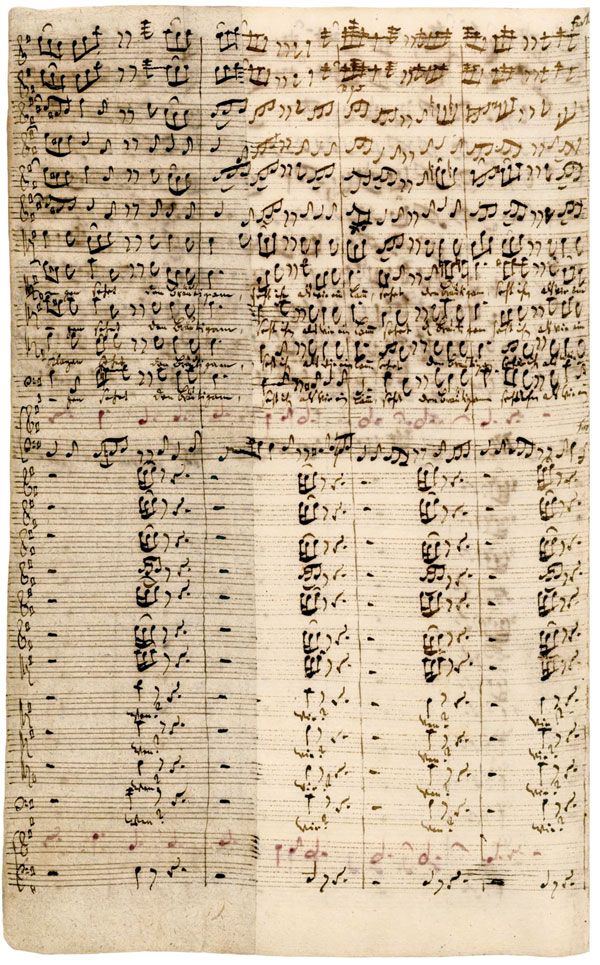
Partitura autógrafa de la Pasión según San Mateo de J. S. Bach, con la música de «O Lamm Gottes, unschuldig» escrita en rojo.

Johann Sebastian Bach usó el himno como cantus firmus en el número inicial de la Pasión según San Mateo (BWV 244), titulado Kommt, ihr Tötcher, helft mir klagen. Lo escribió sin letra y con tinta roja en el pentagrama de la mano derecha de la parte de órgano de ambos coros, en el centro y la parte inferior de la página. Bach también compuso preludios corales basados en el himno, de los cuales uno es parte de los Dieciocho grandes preludios corales con el número BWV 656, además de BWV 618 —del Orgelbüchlein—, BWV 1085 —cuya autoría está discutida—, BWV 1095 —de la colección de Neumeister— y una versión a cuatro voces, BWV 401.

## Texto
La letra tal cual aparece en el himnario de Weimar de 1713. Las estrofas son iguales, excepto el último verso de la tercera:
| Alemán | Español |
| --- | --- |
| O Lamm Gottes, unschuldig am Stamm des Kreuzes geschlachtet, allzeit erfunden geduldig, wiewohl du warest verachtet, all Sünd hast du getragen, sonst müssten wir verzagen. Erbarm dich unser, o Jesu. O Lamm Gottes, unschuldig am Stamm des Kreuzes geschlachtet, allzeit erfunden geduldig, wiewohl du warest verachtet, all Sünd hast du getragen, sonst müssten wir verzagen. Erbarm dich unser, o Jesu. O Lamm Gottes, unschuldig am Stamm des Kreuzes geschlachtet, allzeit erfunden geduldig, wiewohl du warest verachtet, all Sünd hast du getragen, sonst müssten wir verzagen. Gib deinen Frieden, o Jesu. | Oh, inocente cordero de Dios en el madero de la cruz sacrificado, sufriste con paciencia, soportando el desprecio de tus enemigos: los pecados de otros tuyos los hiciste, para que no cayéramos en el desánimo. ¡Apiádate de nosotros, oh Jesús! Oh, inocente cordero de Dios en el madero de la cruz sacrificado, sufriste con paciencia, soportando el desprecio de tus enemigos: los pecados de otros tuyos los hiciste, para que no cayéramos en el desánimo. ¡Apiádate de nosotros, oh Jesús! Oh, inocente cordero de Dios en el madero de la cruz sacrificado, sufriste con paciencia, soportando el desprecio de tus enemigos: los pecados de otros tuyos los hiciste, para que no cayéramos en el desánimo. ¡Concédenos la paz, oh Jesús! |